# 昇華 (心理学)
心理学・倫理における昇華（しょうか、英: sublimation）とは防衛機制の一つ。社会的に実現不可能な（反社会的な）目標や葛藤、満たすことができない欲求から、別のより高度で社会に認められる目標に目を向け、その実現によって自己実現を図ろうとすること。

## 昇華の病状表現
「満たせない欲求」や「社会的に評価されがたい欲求」のよくある例は「性的欲求」や「攻撃欲求」などであるが、昇華の例はより具体的には次のようなことである。
- 性的欲求が満たされなかった経験を直接異性に向けるのではなく、小説を書く時に登場人物の心理描写に活かす[2]
- 社会への怒りや不満を社会を直接的に攻撃・破壊するのに使うのではなく、歌詞という作品にして発信する[2]。
- いじめられた体験や感じた苦しみを直接、復讐して晴らすのではなく、同じような苦しみを抱いている人々の話を聴いて理解する仕事に就くこと。カウンセラー、社会福祉士、臨床心理士など[2]。
- 怒りっぽくて人々を攻撃したくなる性質を（人々を片っ端から殴ったりするのに使うのではなく）スポーツに使うのも昇華である[2]。例えばボクシング、キックボクシングなど（定められたルールの中で）決められた相手を殴るのに使ったり、またラグビーで相手チーム選手と激突したり、さらにバレーボールやテニスでボールを相手コートに思いっきり叩き込んで試合に勝つのに使うというのも昇華の一種である。